# فرودگاه گوندیویندی
فرودگاه گوندیویندی (به انگلیسی: Goondiwindi Airport) یک فرودگاه با کد یاتا GOO است که یک باند فرود آسفالت دارد و طول باند آن ۱۳۴۰ متر است. این فرودگاه در کشور استرالیا قرار دارد و در ارتفاع ۲۱۸ متری از سطح دریا واقع شده‌است.